# Ailuronyx tachyscopaeus
Ailuronyx tachyscopaeus är en ödleart som beskrevs av  Justin Gerlach och K. Laura Canning 1996. 
Arten ingår i släktet Ailuronyx och familjen geckoödlor. IUCN kategoriserar Ailuronyx tachyscopaeus globalt som nära hotad. Namnet tachyscopaeus kommer från grekiskans tachys (snabb) och scopaeus (dvärg), och syftar på att arten är snabbare och mer aktiv än Ailuronyx seychellensis och till dess ursprungliga klassificering som en dvärgform av den arten.

## Utbredning
Arten finns bara på Seychellerna, den lever på öarna Mahé, Conception, Silhouette, Praslin och La Digue. Ailuronyx tachyscopaeus kan hittas från havsnivå upp till höjder på 350 meter över havet.

## Habitat
Arten är trädlevande, och förekommer oftast i lågväxande vegetation i skogsmark. Den förknippas ofta med palmer då det förekommer mycket täta populationer i palmskogar. Ailuronyx tachyscopaeus kan också hittas i kokosnötsplantager och ibland kan den leva i byggnader.